# Třída Samuel Beckett
Třída Samuel Beckett je třída oceánských hlídkových lodí Irského námořnictva. Jako platforma pro oceánské hlídkové lodě byl vybrán typ PV 90 britské loďařské společnosti Babcock Marine, který byl upraven do verze 7 090 od kanadské konstrukční firmy STX Canada Marine (nyní VARD Marine). Celkem byly postaveny čtyři jednotky této třídy. Ve službě nahradily starší plavidla třídy Emer.

## Stavba
V říjnu 2010 byla u společnosti Babcock Marine objednána stavba dvou jednotek této třídy s opcí na třetí jednotku a staví je Babcock Marine ve své loděnici Babcock Marine Appledore v Appledore v Devonu. Kontrakt měl hodnotu 108 milionů eur. Plavidla byla postavena podle projektu PV 90 Babcock Marine jako vylepšení předcházející třídy Róisín (PV 80). První dvě jednotky do služby vstoupily v letech 2014–2015. V roce 2014 byla uplatněna opce na třetí jednotku, která do služby vstoupila v říjnu 2016. V červnu 2016 bylo objednáno čtvrté plavidlo.
Jednotky třídy Samuel Beckett:
| Jméno                          | Založení kýlu      | Spuštěna           | Vstup do služby | Status  |
| ------------------------------ | ------------------ | ------------------ | --------------- | ------- |
| LÉ Samuel Beckett (P-61)       | 19. května 2012    | 3. listopadu 2013  | 17. května 2014 | aktivní |
| LÉ James Joyce (P-62)          | 5. listopadu 2013  | 24. listopadu 2014 | 1. září 2015    | aktivní |
| LÉ William Butler Yeats (P-63) | 26. listopadu 2014 | 10. března 2016    | 17. října 2016  | aktivní |
| LÉ George Bernard Shaw (P-64)  | 28. února 2017     | 2. března 2018     | 30. dubna 2019  | aktivní |

## Konstrukce

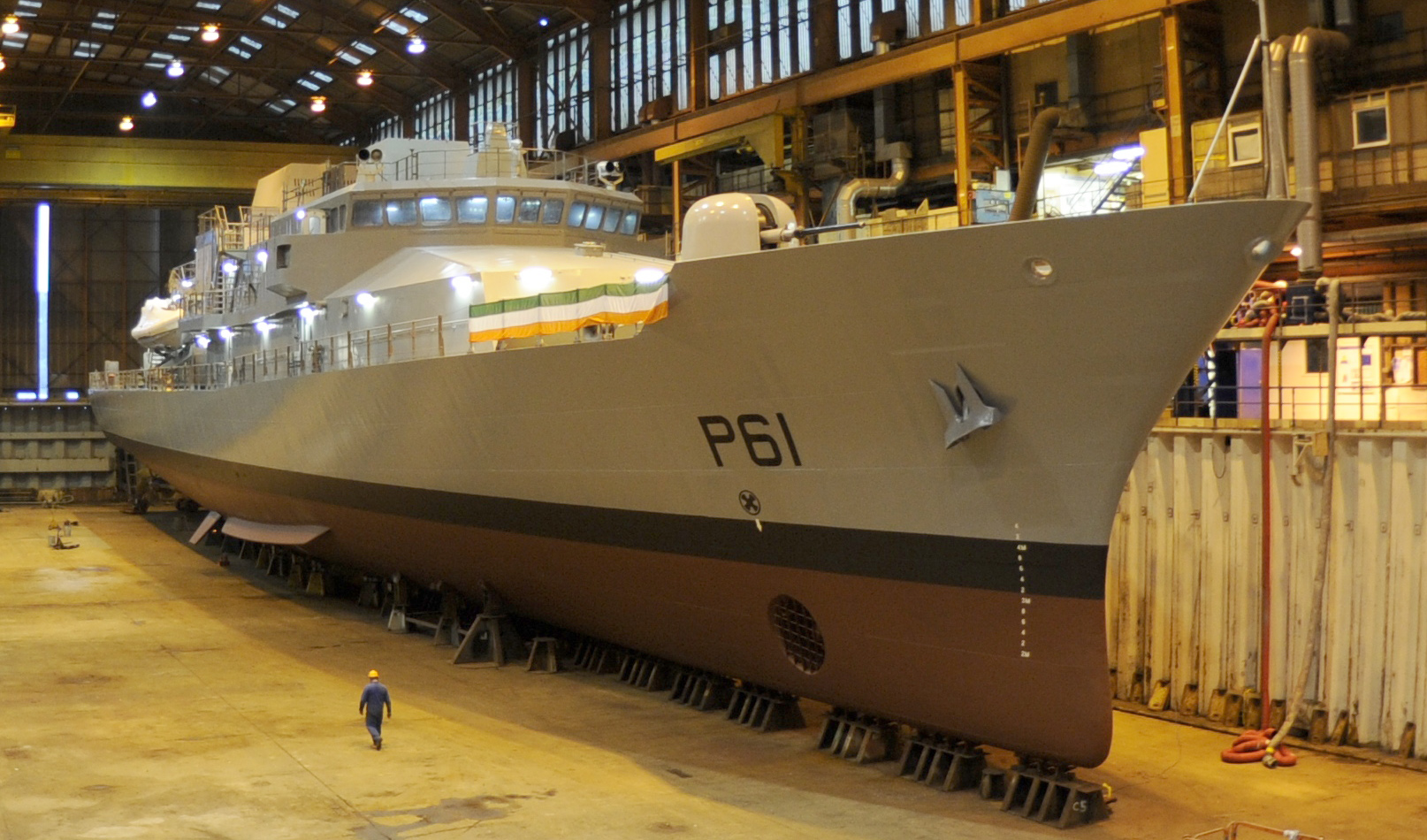
LÉ Samuel Beckett

Oproti třídě Róisín má tato třída prodloužený trup, lepší nautické vlastnosti a vyšší rychlost. Výzbroj tvoří jeden 76mm kanón OTO Melara Compact, dva 20mm kanóny Rheinmetall Rh 202, dva kulomety M2 Browning a čtyři 7,62mm kulomety FN MAG. Vybaveny jsou dvěma inspekčními čluny RHIB a z jejich paluby mohou operovat dálkově ovládané letecké a podmořské prostředky. Pohonný systém tvoří dva diesely Wärtsilä 16V26, každý o výkonu 7 300 hp, pohánějící prostřednictvím dva převodovek Wärtsilä dva lodní šrouby se stavitelnými lopatkami Wärtsilä WCP-900. Manévrovací schopnosti zlepšuje příďové dokormidlovací zařízení. Dosahují cestovní rychlosti 16 uzlů a nejvyšší rychlosti 23 uzlů. Mají dosah 6 000 námořních mil při rychlosti 15 uzlů a vytrvalost 21 dní.